# Лаутрах
Лаутрах (њем. Lautrach) општина је у њемачкој савезној држави Баварска. Једно је од 52 општинска средишта округа Унтералгој. Према процјени из 2010. у општини је живјело 1.174 становника. Посједује регионалну шифру (AGS) 9778164.

## Географски и демографски подаци
Лаутрах се налази у савезној држави Баварска у округу Унтералгој. Општина се налази на надморској висини од 631 метра. Површина општине износи 8,1 km². У самом мјесту је, према процјени из 2010. године, живјело 1.174 становника. Просјечна густина становништва износи 146 становника/km².